# داني خيمينيز (لاعب كرة قدم)
داني خيمينيز (بالإسبانية: Daniel Giménez Hernández)‏ هو لاعب كرة قدم إسباني في مركز حراسة المرمى، ولد في 30 يوليو 1983 في فيغو في إسبانيا. لعب مع ديبورتيفو لاكورونيا ورايو فايكانو وريال بيتيس وسلتا فيغو ب وسيلتا فيغو ونادي ألكوركون ونادي سمورة.

## وصلات خارجية
- داني خيمينيز (لاعب كرة قدم) على موقع قاعدة بيانات كرة القدم.إي يو (الإنجليزية)
- داني خيمينيز (لاعب كرة قدم) على موقع Soccerbase.com (لاعب) (الإنجليزية)
- داني خيمينيز (لاعب كرة قدم) على موقع Soccerway.com (الإنجليزية)
- داني خيمينيز (لاعب كرة قدم) على موقع AS.com (الإسبانية)